# 意識形態國家機器
意識形態國家機器（英語：Ideological State Apparatus，ISA）是由路易·皮埃尔·阿尔都塞所提出的概念。意識形態國家機器指的是將意識形態自然化的行動者，阿尔都塞認為意識形態是一個類似於雙面鏡一樣，可以相輔相成相互反射的結構體，只要透過每一位行動者，就能夠與意識形態國家機器產生相互照映作用。而意識形態國家機器是他參考安东尼奥·葛兰西的市民社会中的概念而來。
在此阿尔都塞認為「個人的信念與意識，都是經由意識形態國家機器、制度儀式、個體行為、自覺(被操控)這四個項目相互牽連、相互鏈結，所形成的，而這四個項目就構成了意識形態召喚主體的機制。」。國家機器基本上位於公共領域（public domain），然而意識形態國家機器卻是在私人領域（private domain），因此意識形態國家機器緊緊捉住了個體的意識和行動。
意識形態國家機器包含了教育、宗教、家庭、法律、政治、工（公）會、文化、媒體等八種，它們扮演著替國家政權向人民進行文攻，亦或稱之為洗腦的角色，而至於軍人與警察則是屬於「暴力國家機器」（Repressive State Apparatuses，RSA），是具有向人民脅迫、威脅、武力的作用。暴力國家機器為意識形態國家機器的運作及生產關係的再生舖平了道路，透過武力為生產關係的再生產提供政治條件（political condition），以確保剝削關係能夠延續。

## 雙層功能
主要是先由意識形態召喚了主體（意識形態國家機器（教育、宗教、媒體等））之後，主體再透過鏡像反照的效果認可了生產關係。

## 外部連結
- 路易·阿爾都塞（孟登迎、趙文譯）. . 中文馬克思主義文庫. 1976年12月  [2019-08-24]. （原始内容存档于2020-05-27） （中文（中国大陆））.
- 意識形態和意識形態國家機器－研究筆記（1970） （页面存档备份，存于）
- https://web.archive.org/web/20160422130004/http://www.ln.edu.hk/mcsln/49th_issue/key_concept_01.shtml